# ICMPv6
ICMPv6 (англ. Internet Control Message Protocol for the Internet Protocol Version 6 — межсетевой протокол управляющих сообщений для межсетевого протокола версии 6) — реализация ICMP для IPv6. ICMPv6 — неотъемлемая часть IPv6, отвечающая за сообщения об ошибках, диагностические функции (например, ping), поиск соседей, определение MTU и основа для расширения и реализации будущих аспектов управления межсетевым протоколом. ICMPv6 определён в RFC 4443.

## Технические подробности
ICMPv6-сообщения могут быть разделены на две категории: сообщения об ошибках и информационные сообщения. ICMPv6-сообщения инкапсулированы в пакеты IPv6 с полем Next Header, установленным в 58.

### Формат пакета
ICMPv6 состоит из заголовка и полезных данных протокола. Заголовок содержит только три поля: тип (8 бит), код (8 бит) и контрольная сумма(16 бит). Тип определяет тип сообщения, значения в диапазоне от 0 до 127 указывают на ошибки, а от 128 до 255 — на информационное сообщение. Значение поля кода зависит от типа сообщения и обеспечивает дополнительный уровень детализации сообщений. Поле контрольной суммы обеспечивает минимальный уровень безопасности для проверки ICMPv6-пакета.
| Смещение в битах | 0-7            | 0-7            | 0-7            | 0-7            | 0-7            | 0-7            | 0-7            | 0-7            | 8-15           | 8-15           | 8-15           | 8-15           | 8-15           | 8-15           | 8-15           | 8-15           | 16-31          | 16-31          | 16-31          | 16-31          | 16-31          | 16-31          | 16-31          | 16-31          | 16-31          | 16-31          | 16-31          | 16-31          | 16-31          | 16-31          | 16-31          | 16-31          |
| ---------------- | -------------- | -------------- | -------------- | -------------- | -------------- | -------------- | -------------- | -------------- | -------------- | -------------- | -------------- | -------------- | -------------- | -------------- | -------------- | -------------- | -------------- | -------------- | -------------- | -------------- | -------------- | -------------- | -------------- | -------------- | -------------- | -------------- | -------------- | -------------- | -------------- | -------------- | -------------- | -------------- |
| 0                | Type           | Type           | Type           | Type           | Type           | Type           | Type           | Type           | Code           | Code           | Code           | Code           | Code           | Code           | Code           | Code           | Checksum       | Checksum       | Checksum       | Checksum       | Checksum       | Checksum       | Checksum       | Checksum       | Checksum       | Checksum       | Checksum       | Checksum       | Checksum       | Checksum       | Checksum       | Checksum       |
| 32               | Тело сообщения | Тело сообщения | Тело сообщения | Тело сообщения | Тело сообщения | Тело сообщения | Тело сообщения | Тело сообщения | Тело сообщения | Тело сообщения | Тело сообщения | Тело сообщения | Тело сообщения | Тело сообщения | Тело сообщения | Тело сообщения | Тело сообщения | Тело сообщения | Тело сообщения | Тело сообщения | Тело сообщения | Тело сообщения | Тело сообщения | Тело сообщения | Тело сообщения | Тело сообщения | Тело сообщения | Тело сообщения | Тело сообщения | Тело сообщения | Тело сообщения | Тело сообщения |

### Типы ICMPv6-сообщений
| Тип | Описание                                        | RFC      |
| --- | ----------------------------------------------- | -------- |
| 1   | Destination Unreachable                         | RFC 4443 |
| 2   | Packet Too Big                                  | RFC 4443 |
| 3   | Time Exceeded                                   | RFC 4443 |
| 4   | Parameter Problem                               | RFC 4443 |
| 100 | Private experimentation                         |          |
| 101 | Private experimentation                         |          |
| 127 | Reserved for expansion of ICMPv6 error messages |          |

| Тип | Описание                                                                  | RFC                 |
| --- | ------------------------------------------------------------------------- | ------------------- |
| 128 | Echo Request                                                              | RFC 4443            |
| 129 | Echo Reply                                                                | RFC 4443            |
| 130 | Multicast Listener Query                                                  | RFC 2710 и RFC 3810 |
| 131 | Version 1 Multicast Listener Report                                       | RFC 2710            |
| 132 | Multicast Listener Done                                                   | RFC 2710            |
| 133 | Router Solicitation                                                       | RFC 4861            |
| 134 | Router Advertisement                                                      | RFC 4861            |
| 135 | Neighbor Solicitation                                                     | RFC 4861            |
| 136 | Neighbor Advertisement                                                    | RFC 4861            |
| 137 | Redirect                                                                  | RFC 4861            |
| 138 | Router Renumbering                                                        |                     |
| 139 | ICMP Node Information Query                                               |                     |
| 140 | ICMP Node Information Response                                            |                     |
| 141 | Inverse Neighbor Discovery Solicitation Message                           | RFC 3122            |
| 142 | Inverse Neighbor Discovery Advertisement Message                          | RFC 3122            |
| 143 | Version 2 Multicast Listener Report                                       | RFC 3810            |
| 144 | Home Agent Address Discovery Request Message                              | RFC 3775            |
| 145 | Home Agent Address Discovery Reply Message                                | RFC 3775            |
| 146 | Mobile Prefix Solicitation                                                | RFC 3775            |
| 147 | Mobile Prefix Advertisement                                               | RFC 3775            |
| 148 | Certification Path Solicitation Message                                   | RFC 3971            |
| 149 | Certification Path Advertisement Message                                  | RFC 3971            |
| 150 | ICMP messages utilized by experimental mobility protocols such as Seamoby | RFC 4065            |
| 151 | Multicast Router Advertisement                                            | RFC 4286            |
| 152 | Multicast Router Solicitation                                             | RFC 4286            |
| 153 | Multicast Router Termination                                              | RFC 4286            |
| 200 | Private experimentation                                                   |                     |
| 201 | Private experimentation                                                   |                     |
| 255 | Reserved for expansion of ICMPv6 informational messages                   |                     |